# Jan Sobilo
Jan Sobilo es un prelado católico nacido el 31 de mayo de 1962 en Nisko, Polonia que actualmente ejerce como obispo Auxiliar de la diócesis de Járkov-Zaporiyia y como obispo titular de Bulna desde el 30 de octubre de 2010.

## Vida
El obispo Sobilo nació en el seno de una familia católica en Nisko. Tras obtener el graduado escolar en Zarzecze (1969–1977) y haber superado el liceo en su ciudad nativa (1977–1981), ingresó en el Seminario Teológico Mayor de Lublin y en la Universidad Católica de Lublin, donde se graduó con una maestría en Teología Sagrada (1981–1986). Se ordenó sacerdote el 13 de diciembre de 1986, tras haber finalizado los estudios en filosofía y teología.
Una vez ordenado sirvió como párroco asistente en Polonia de 1986 hasta 1991, año en que fue transferido a Ucrania. De 1991 a 1993  fue párroco en Manykivtsi, en la Diócesis Kamyanets-Podilskyi. A partir de 1993 Padre Sobilo ejerció tal ministerio en Zaporiyia y desde 2002, el de vicario general en la diócesis de Járkov-Zaporiyia. En 2004, bajo su iniciativa y supervisión fue construida y consagrada la Concatedral del Padre Misericordioso.
El 30 de octubre de 2010 fue nombrado por Benedicto XVI Obispo Auxiliar de la diócesis de Járkov-Zaporiyia y obispo de Bulna. El 8 de diciembre de 2010 fue consagrado en tal ministerio por el Obispo Marian Buczek y otros prelados de la Iglesia Católica.